# I love your glasses
I love your glasses es el primer álbum de la compositora e intérprete española Lourdes Hernández que sacó el mismo al mercado bajo su seudónimo artístico: Russian Red.
Editado en 2008 por el sello Eureka, el disco se convirtió en uno de los discos revelación del 2008 en España y dio lugar al nacimiento de una nueva ola de folk en dicho país junto a las aportaciones de artistas como Anni B Sweet lo que lleva a gran parte de la crítica especializada a considerar a la banda como la "formación revelación del año".
La canción "Nice Thick Feathers" se utilizó como banda sonora de un anuncio de Häagen Dazs. y  "Cigarettes" formó parte de la banda sonora de la película Camino dirigida por Javier Fesser.
A finales de 2009 el disco alcanzó la distinción de disco de oro en España después de vender más de 30 000 unidades.

## Lista de canciones
1. Cigarettes
2. No Past Land
3. They Don't Believe
4. Gone, Play On
5. Hold It Inside
6. Nice Thick Feathers
7. Kiss My Elbow
8. Take Me Home
9. Walls Are Tired
10. Timing Is Crucial
11. Just Like A Wall
12. Girls Just Want to Have Fun (versión de la canción de Cyndi Lauper)